# Вержбицький Федір Михайлович
Федір Михайлович Вержби́цький (рос. Вержбицкий Фёдор Михайлович; нар. 19 травня 1846 — пом. 6 березня 1919, Петроград) — російський архітектор. 

## Біографія
Народився 19 травня 1846 року. Закінчив Ніжинську гімназію. Протягом в 1867—1871 років навчався у Будівельному училищі в Санкт-Петербурзі, по закінченню якого отримав звання помічника архітектора. 
З 1872 по 1875 рік працював у Вільно. Протягом 1877—1882 років служив техніком у Полтавському губернському земстві. У 1882 і 1886 роках обирався на посаду міського архітектора Полтави. Протягом 1887—1890 років працював у Чернігові. 1891 року поступив на роботу в технічний будівельний комітет міністерства внутрішніх справ в Санкт-Петербурзі. З 1900 року був членом Комісії щодо задоволення релігійних потреб в армії і по влаштуванню казарм при військовому міністерстві.
Помер в Петрограді 6 березня 1919 року.

## Споруди
Протягом 1877—1882 років виконав наступні роботи:
- Перебудову губернської земської лікарні в Полтаві;
- Пристосування садиби в Дігтярах на Чернігівщині для земського ремісничого училища;,
- Земська лікарня в Костянтинограді,
- Будинок повітової управи в Полтаві,
- Будинок для ув'язнених в Полтаві.

Протягом 1882—1887 років за його проєктами в Полтаві виконані:
- Лікарня для божевільних (за надісланим проектом),
- Перебудова споруди жіночої гімназії і будівництво двох нових флігелів;
- Житлові будинки в місті і повітах за приватними замовленнями.

Пізніше за його проєктами збудовані:
- Муровані казарми для 29-го піхотного Чернігівського полку у Варшавській губернії (1886—1890);
- Низка споруд на одній з ділянок Ковель-Домбровської залізниці (1891).

За завданням військового міністра Російської імперії Олексія Миколайовича Куропаткіна у 1901 році розробив проєкт типової військової церкви, за яким на території Російської імперії у 1901—1917 роках було зведено 66 храмів, зокрема:
- Хрестовоздвиженський собор у Катеринославі (1911—1912).